# Synothele meadhunteri
Synothele meadhunteri là một loài nhện trong họ Barychelidae. Loài này phân bố ờ West-Australië en Nam Úc.